# Emmelia basifera
Emmelia basifera is een vlinder van de familie van de uilen (Noctuidae). De wetenschappelijke naam van deze soort is voor het eerst voorgesteld als Acontia basifera door Francis Walker in een publicatie uit 1857.

## Verspreiding
De soort komt voor in:
- het Afrotropisch gebied waaronder Kaapverdië, Mauritanië, Mali, Senegal, Gambia, Burkina Faso, Niger, Kameroen, Soedan, Ethiopië, Somalië, Kenia, Tanzania, Saudi-Arabië, Oman en Jemen,
- het Oriëntaals gebied waaronder Pakistan, India en Nepal.

## Ondersoorten
- Emmelia basifera basifera (Walker, 1857)
- Emmelia basifera saotiagoensis (Hacker, Legrain & Fibiger, 2008) (Kaapverdië)
  - = Acontia (Emmelia) basifera saotiagoensis Hacker, Legrain & Fibiger, 2008
- Emmelia basifera sudarabica (Wiltshire, 1982) (Mauritanië, Mali, Senegal, Gambia, Burkina Faso, Niger, Kameroen, Soedan, Ethiopië, Somalië, Kenia, Tanzania, Saudi-Arabië, Oman, Jemen)
  - = Acontia subarabica Wiltshire, 1982